# Усть-Тарка
Усть-Тарка (рос. Усть-Тарка) — село у Усть-Тарцькому районі Новосибірської області Російської Федерації.
Входить до складу муніципального утворення Усть-Тарцька сільрада. Населення становить 3819 осіб (2010).

## Історія
Згідно із законом від 2 червня 2004 року органом місцевого самоврядування є Усть-Тарцька сільрада.

## Населення
| 1959  | 1970  | 1979  | 1989  | 1996  | 2002  | 2007  |
| ----- | ----- | ----- | ----- | ----- | ----- | ----- |
| 2850  | ↗3006 | ↗3633 | ↗4395 | ↗4497 | ↘4381 | ↘3971 |
| 2010  |       |       |       |       |       |       |
| ↘3819 |       |       |       |       |       |       |